# Angelo Belloni
Angelo Belloni (Pavia, 4 marzo 1882 – Genova, 9 marzo 1957) è stato un sommergibilista, direttore dei corsi della Scuola Sommozzatori e consulente tecnico al servizio della Regia Marina.
Acceso interventista durante la prima guerra mondiale, la sua passione e gli studi nel campo della subacquea e dei sottomarini fecero sì che la sua figura divenne fondamentale per lo sviluppo tecnologico dei mezzi in dotazione alla Xª Flottiglia MAS.

## Biografia
Belloni, nel 1914, mentre era sottotenente di vascello, si impossessò di un sommergibile da 250 tonnellate da poco ultimato dal cantiere navale del Muggiano. Questo sommergibile era destinato all'Impero russo, ma la neutralità italiana del momento non ne permetteva la consegna al committente. L'intento di Belloni era quello di raggiungere l'Albania e attaccare, con uno sperato appoggio della Francia, la k.u.k. Kriegsmarine. Aiutato dall'equipaggio, che era convinto di partecipare ad una missione segreta e quindi all'oscuro dei veri motivi di Belloni, il sottotenente di vascello raggiunse Ajaccio dove si mise in contatto con dei funzionari d'oltralpe, i quali riferirono della sua proposta al governo, che però non accettò e, anzi, informò il governo italiano dell'accaduto.

Il sottomarino, contraddistinto dal numero 43, tornò in Italia al Varignano senza Angelo Belloni e senza aver compiuto atti di guerra. L'ufficiale italiano rimpatriò due mesi più tardi e venne processato, ma l'entrata in guerra dell'Italia cambiò totalmente le idee dei giudici militari, così Belloni venne assolto.
Nel 1920 Belloni acquistò per uso privato il sommergibile Galileo Ferraris con il quale approfondì ulteriormente gli studi del settore subacqueo e condusse ricerca e pesca delle perle nel Mar Rosso. Allo scopo utilizzò come unità appoggio, affittandole, le vedette Cerboli e Fortunale (che divennero piropescherecci). 

La sua fama di abile tecnico era così nota che nel 1940, nonostante avesse ormai 58 anni, la Regia Marina lo richiamò in servizio per perfezionare i mezzi d'assalto della Xª Flottiglia MAS. In particolare, gli venne affidata anche la direzione della Scuola Sommozzatori dell'Accademia Navale di Livorno ed a lui si deve l'invenzione dell'efficiente muta subacquea (il cosiddetto vestito Belloni) utilizzata dagli incursori della Xª Flottiglia MAS durante (e dopo) la Seconda Guerra Mondiale. Aderì alla Repubblica Sociale Italiana arruolandosi volontario nella ricostituita Xª Flottiglia MAS comandata dal principe Junio Valerio Borghese.
Finita la guerra Angelo Belloni si ritirò con il grado di capitano di corvetta per trascorrere gli ultimi anni della sua vita nel castello Frugone a Cavi di Lavagna, fino al momento della sua morte avvenuta a Genova il 9 marzo 1957 per investimento da parte di un tram: Belloni, assorto nei suoi pensieri e reso quasi sordo dagli esperimenti subacquei in cui spesso aveva fatto da cavia per non mettere a repentaglio la vita di altri, non si accorse del sopraggiungere del mezzo che, a sua volta, non poté evitarlo.